# اعتلال عظمي مخطط
الاعتلال العظمي المخطط (بالإنجليزية: Osteopathia striata)‏ و يعرف أيضاً بمرض فورهوف، وهوحالة نادرة ويتميز بالخطوط الطولية الرفيعة التي يتراوح سمكها بين 2 و 3 مم، تعكس تكثفات عديدة، حيث يمكن رؤيتها عن طريق الفحص الشعاعي للمادة الاسفنجية العظمية أو ما يسمى النسيج العظمي الإسفنيجي، خاصةً في كراديس وأجدال العظام الطويلة أو المسطحة حسب علم الأشعة. غالبًا ما تكون غير ظاهرة، وكثيرًا ما يتم اكتشافها بالمصادفة هي حالة عديمة الأعراض.

## انظر أيضًَا
- قائمة نتائج الفحص الشعاعي المرتبطة بأمراض جلدية